# Astra 2G
O Astra 2G (também conhecido por Eutelsat 28G) é um satélite de comunicação geoestacionário europeu construído pela Airbus Defence and Space. Ele está localizado na posição orbital de 28,2 graus de longitude leste e é operado pela SES Astra divisão da SES. O satélite foi baseado na plataforma Eurostar-3000 e sua expectativa de vida útil é de 15 anos.

## História
A SES S.A. e Astrium (atual Airbus Defence and Space) anunciaram em dezembro de 2009 que a SES encomendou quatro satélites multi-missão da Astrium para fornecer reposição, bem como incrementar a capacidade de suas divisões SES Astra e SES World Skies. Os novos satélites, são designados de Astra 2E, Astra 2F, Astra 2G e Astra 5B. Em junho de 2015, a Eutelsat transferiu os canais do satélite Eutelsat 28A para suas capacidades alugadas nos satélites Astra 2E, Astra 2F e Astra 2G sob as designações de Eutelsat 28E, 28F e 28G.
O Astra 2G serve como reposição e levou nova capacidade para SES, atendendo os mercados da Europa e África com capacidade em banda Ku e Ka.

## Lançamento
O satélite foi lançado com sucesso ao espaço no dia 27 de dezembro de 2014, por meio de um veículo Proton-M/Briz-M a partir do Cosmódromo de Baikonur, no Cazaquistão. Ele tinha uma massa de lançamento de 6020 kg.

## Capacidade e cobertura
O Astra 2G é equipado com 62 transponders em banda Ku e 4 banda Ka que servirão para oferecer transmissão de nova geração, de serviços VSAT e de banda larga na Europa e na África. A capacidade de banda Ku permitirá a SES Astra melhorar e garantir sua oferta existente para principais mercados Direct-to-Home (DTH) no Reino Unido e Irlanda. Com uma carga útil de banda Ku especificamente projetado para atender os requisitos de algumas das maiores emissoras DTH da Europa. Os lientes SES Astra nesta região incluem BSkyB, BBC, ITV, Freesat, Channel Four, UK TV, Virgin Media, Five, MTV e Discovery. A carga de banda Ka permitirá que a SES Astra desenvolva serviços de banda larga da próxima geração na Europa.